# Brain Trust
Le Brain Trust, ou Brains Trust, est le nom donné au groupe d'économistes, d'universitaires qui conseillait le président américain Franklin D. Roosevelt pendant le New Deal, dans les années 1930. Ces personnalités jouèrent un rôle important dans les décisions politiques et sont à l'origine de plusieurs lois votées à cette époque. Ils ne formaient pas un groupe institutionnalisé mais gravitaient dans l'entourage du président. Ils étaient pour beaucoup issus de l'université Columbia de New York.
L'expression « Brain Trust » existait déjà avant la présidence de Franklin D. Roosevelt. Elle peut désigner un groupe d'experts, mais aussi les décideurs dans un domaine. On peut la rapprocher de l'expression "têtes pensantes" en français. En 1932, un journaliste du New York Times, James M. Kiernan la fit revivre pour désigner le groupe d'experts dans l'entourage de Franklin Delano Roosevelt.

## Membres duBrain Trust
- Harry Hopkins
- Adolf Berle
- Benjamin V. Cohen
- Thomas Gardiner Corcoran
- Felix Frankfurter
- Louis Howe
- Raymond Moley
- Basil O'Connor (en)
- George Peek (en)
- Charles William Taussig (en)
- Rexford Tugwell
- Hugh S. Johnson
- Frances Perkins
- Samuel Rosenman
- Bernard Baruch

## Brain trust de Pierre Mendès France
En France sous la IVe République, le terme de « brain trust » est employé pour désigner le groupe de réflexion autour de Pierre Mendès France auquel appartient notamment Simon Nora.